# Зоран Стратев
Зоран Стратев (мак. Зоран Стратев; нар. 16 липня 1960, Скоп'є, СР Македонія) — югославський футболіст та македонський тренер.

## Клубна кар'єра
Футбольну кар'єру розпочав у 1976 році в складі клубу «Македонія Гьорче Петров». У 1982 році приєднався до «Люботена». Потім виступав за «Работнічкі». Футбольну кар'єру завершив у клубі «Македонія Гьорче Петров», кольори якого захищав з 1987 по 1989 рік.

## Кар'єра тренера
Кар'єру тренера розпочав по завершенні кар'єри гравця. З 1991 по 2000 рік (з перервою) працював головним тренером клубу «Македонія Гьорче Петров». З 2000 по 2005 рік тренував «Цементарницю 55» та «Вардар». У 2007 році повернувся до тренерського містка «Македонії Гьорче Петров», але того ж року очолив «Вардар». У 2009 році тренував «Шкендію», а потім тренував «Работнічкі». У 2011 році повернувся у «Вардар». З вересня по листопад 2013 року виконував обов'язки головного тренера національної збірної Македонії. З 1 січня 2014 року працює Директором Департаменту юнацьких збірних при ФФПМ.